# Tatiana Monogarova
Répertoire
Cf Répertoire
Tatiana Monogarova (en russe : Татьяна Моногарова) est une soprano russe. Ses talents d'actrice, sa blondeur, son expressivité, son naturel, la richesse et le timbre chaud de sa voix attirent et captivent le spectateur-auditeur ,.

## Biographie
Tatiana Monogarova est née à Moscou (Russie) le 16 février 1967. Elle étudie le chant à l'Académie russe des arts (section musique) sous la houlette de Tamara Yanko et obtient son diplôme en 1989.
Sa personnalité et son physique la désignent pour interpréter des rôles romantiques tels que ceux de Tatiana, Lisa, Desdemone ou Mimi. Elle excelle également dans les opéras de Mozart lorsqu'elle endosse le personnage de Donna Anna (Don Giovanni) ou celui de la Comtesse Almaviva.

## Carrière
Dès la fin de ses études et jusqu'en 1991, elle est soliste à  l'Opéra Hélikon de Moscou puis au Théâtre d’art Stanislavsky et Nemirovich-Danchenko de Moscou de 1991 à 2001.
Elle commence sa carrière internationale en interprétant Marguerite de l'opéra Le Maître et Marguerite (Sergueï Slonimski) lors d'une tournée en Allemagne avec le Forum Theater  sous la direction de Michail Jurowski. Elle est ensuite Xenia dans Boris Godounov à la Fenice en 1995 mais c'est son interprétation magistrale de Tatiana dans Eugène Onéguine (Tchaïkowski) qui la fait connaître. Tatiana Monogarova se produit dans divers rôles sur des scènes de renommée internationale :
- Cléopatra (Jules Cesar[Lequel ?], Bern Stadttheater)
- Desdémone (Otello, Opéra national de Lettonie)
- Donna Anna (Don Giovanni, Bern Stadttheater)
- Tatiana (Eugène Onéguine, Opéra de Paris Bastille, Opéra National de Lettonie, Graz Opera House, La Scala, Kammeroper de Vienne
- Pamina (La Flûte enchantée, Opéra de Nantes)
- La Comtesse (Les Noces de Figaro, Kammeroper de Vienne
- Lisa (La Dame de pique, Opéra de Nantes; Opéra d'État de Bavière; Théâtre communal de Bologne, opéras de Modène et de Ferrare ; Théâtre Royal de la Monnaie)
- Mimi (La Bohème, Opéra national de Lettonie)
- Tamara (Le Démon, Opéra national de Lettonie)
- Xenia (Boris Godounov, La Fenice)

La cantatrice participe à plusieurs festivals :
- 2001 Festival de Wexford (Royaume-Uni) (Jakobín d'Antonín Dvořák)
- 2002 Festival de Glyndebourne (Don Giovanni, Donna Anna)
- 2003 Festival de Wexford : Dorotka (Svanda Dudak, (Schwada le joueur de cornemeuse) de Weinberger)
- 2004 Festival de Glyndebourne (La Flûte enchantée, la troisième dame)
- 2005 Festival de Glyndebourne (Otello, Desdémone)

Parallèlement, la soprano chante dans nombre de concerts et récitals aussi bien en Russie qu'à l'étranger (Royaume-Uni, Irlande, France, Allemagne, Suisse, Italie, Espagne, Autriche, Belgique, Israël, Slovénie, Lettonie, États-Unis, Brésil). Son interprétation de romances françaises (G.Fauré, C.Franck, H.Duparc) est particulièrement et régulièrement appréciée. Au Bolchoï elle a interprété les rôles de Tatiana, Liza et Fevronia.
Tatiana Monogarova chante sous la direction de nombreux chefs d'orchestre de renom tels que Vladimir Fedosseïev, Vladimir Spivakov, Mark Ermler, Mark Gorenshtein, Gintaras Rinkevicius, Louis Langrée, Tadeusz Wojciechowski, etc.

## Répertoire

### Opéras
- Rôle-titre (Prokofiev, Maddalena)
- Marguerite (Faust)
- Lauretta (Gianni Schicchi)
- Lia (Debussy, L’Enfant Prodigue)
- Iolanta(Iolanta)
- Lisa (Tchaikovsky, La Dame de Pique)
- Tatiana (Tchaikovsky, Eugène Onéguine)
- Oxana (Tchaikovsky, Cherevichky)
- Vera Sheloga (Rimsky-Korsakov, Vera Sheloga)
- La Princesse (Rimsky-Korsakov, Kashchey l'immortel)
- La princesse des cygnes (Rimsky-Korsakov, Le conte du tsar Saltan)
- Fevronia (Rimsky-Korsakov, La Légende de la ville invisible de Kitège et de la demoiselle Fevronia),
- La Belle (Adrien Chapochnikov Le Jardin empoisonné)
- Marguerite (Sergei Mikhailovich Slonimsky,
- Tamara (Rubinstein, Le Demon)
- Dorothka (Svanda Dudak (Schwada le joueur de cornemuse), Weinberger)

### Concerts et lieder
- Gloria (Vivaldi);
- Requiem (Verdi)
- Cantates (Bach);
- Rerquiem (Mozart):
- Exultate, jubilate (Mozart);
- Stabat mater (Pergolèse);
- Symphonie no 9 (Beethoven);
- Symphonie no 14 (Chostakovitch);
- Les cloches (Rachmaninoff);
- Des Knaben Wunderhorn (Gubaidulina, Denisov).
- Symphonie no 4 (Mahler)

## Discographie
- Svanda dudak (Schwada le joueur de cornemuse), Naxos, ASIN : B00030B9FC
- Tchaikovsky: Hamlet, Incidental Music; Rome, PentaTone, ASIN : B001F1YC20.

## Vidéographie
- Eugène Oneguine (Tatiana) , Bel Air Classique, ASIN : B001UHLPG0
- La Légende de la ville invisible de Kitège et de la demoiselle Fevronia, Naxos: 8660288-90 (sous-titrage en anglais exclusivement)